# Осташково (Осташковское сельское поселение)
Осташково — деревня в Торжокском районе Тверской области. Центр Осташковского сельского поселения.
Находится в 27 км к северо-западу от города Торжка, на левом берегу реки Поведь. Рядом с деревней — село Поведь.

## Население
| 1859 | 1884 | 1920 | 1997 | 2002 | 2010 |
| ---- | ---- | ---- | ---- | ---- | ---- |
| 397  | ↗448 | ↘384 | ↘198 | ↘179 | ↗187 |

## История
Во второй половине XIX — начале XX века деревня Осташково относилась к Поведскому приходу и Поведской волости Новоторжского уезда. В 1884 году — 91 двор, 448 жителей.
В 1997 году — 77 хозяйств, 198 жителей. Администрация Осташковского сельского округа, центральная усадьба колхоза «Призыв Ильича», неполная средняя школа, детсад, ДК, библиотека, медпункт, магазин.